# جاك بيل
جاك بيل (بالإنجليزية: Jack Bell)‏ (6 أكتوبر 1869 بدمبارتون في المملكة المتحدة - 1 يناير 2000) هو مدرب كرة قدم ولاعب كرة قدم بريطاني (وحمل سابقاً جنسية المملكة المتحدة لبريطانيا العظمى وأيرلندا) في مركز الوسط. شارك مع منتخب اسكتلندا لكرة القدم. أما مع النوادي، فقد لعب مع بريستون نورث إيند ونادي إيفرتون ونادي سلتيك ونادي دمبرتون وNew Brighton Tower F.C. ‏ ورابطة كرة القدم الاسكتلندية الحادية عشر ‏.

## وصلات خارجية
- جاك بيل على موقع الاتحاد الإسكتلندي (الإنجليزية)
- جاك بيل على موقع قاعدة بيانات كرة القدم.إي يو (الإنجليزية)
- جاك بيل على موقع ناشيونال فوتبول تيمز (الإنجليزية)